# Zbrodnia w Malinie
Zbrodnia w Malinie – masowe zabójstwa i grabieże dokonane 13 lipca 1943 roku przez Niemców wraz z policjantami z kolaboracyjnej policji pomocniczej w miejscowości Malin położonej w powiecie dubieńskim przedwojennego województwa wołyńskiego. Ofiarą zbrodni padło od 532 do 603 osób – Czesi, Ukraińcy i Polacy.

## Tło
Czescy emigranci pojawili się w Malinie w drugiej połowie XIX wieku. Zamieszkiwali zwarcie kolonię (Malin Czeski), podczas gdy Ukraińcy mieszkali w samej wsi (Malin Ruski). W przeddzień niemieckiej pacyfikacji w kolonii żyło także 26 Polaków.
W 1943 roku Malin znajdował się na terenach okupowanych przez Niemcy (Komisariat Rzeszy Ukraina, okręg generalny Wołyń-Podole, komisariat Dubno). Najbliższy posterunek policji i siedziba gminy znajdowały się w Ostrożcu. W obliczu rzezi wołyńskiej czeska ludność Malina zachowywała neutralność.
Tydzień przed masakrą okolice Malina zostały opanowane przez sowieckich partyzantów pod dowództwem Sydora Kowpaka. Podczas 12-godzinnego pobytu w Malinie partyzanci zorganizowali wiec i ogłosili uchwałę o przynależności tych ziem do ZSRR. Według Władysława i Ewy Siemaszków wizyta partyzantów była przypuszczalnym powodem dokonanej później pacyfikacji. Wersja mówiąca o tym, że wieś została spacyfikowana w odwecie za wspieranie ukraińskiego nacjonalistycznego podziemia, według Jareda McBride'a nie jest poparta żadnymi dowodami.

## Przebieg
Oddział pacyfikacyjny przybył do Malina samochodami z Ołyki 13 lipca 1943 roku rano. Komisja pod przewodnictwem Jaroslava Procházki oceniła później liczebność ekspedycji karnej na 1500 ludzi. Na ich widok Ukraińcy z Malina Ruskiego rzucili się do ucieczki; napastnicy strzelali do uciekających. Jeszcze w trakcie pacyfikacji Malina Ruskiego napastnicy przenieśli się do Malina Czeskiego. Tam, odwiedzając każde gospodarstwo, wypędzali ludzi z domów jakoby celem sprawdzenia dokumentów, nie wyłączając dzieci, chorych i kalek. Czechom tłumaczono, że trwa poszukiwanie partyzantów, którzy mieli kryć się we wsi. Istotnie, Niemcy odkryli i pojmali kilku partyzantów leczonych w miejscowym szpitalu. Po południu spędzonych w jedno miejsce Czechów zaprowadzono do Malina Ruskiego i zgromadzono razem z Ukraińcami. Tam, ponownie sprawdzając dokumenty, dzielono ludzi na grupy według płci, wieku i narodowości. Większość czeskich kobiet z dziećmi i starcami zawrócono do Czeskiego Malina i, po zamknięciu w stodołach, głównie w obejściu Josefa Dobrego, spalono. 50 lub 80 osób, przeważnie czeskich mężczyzn sprawcy zamknęli w budynku szkoły w Malinie Ruskim. Około 155 osób, głównie ukraińskich mężczyzn zostało uwięzionych w cerkwi. Budynek szkoły został spalony wraz z ludźmi, natomiast osoby zgromadzone w świątyni zostały obrzucone granatami i ostrzelane z broni maszynowej. Ponadto spalono w dwóch pobliskich stodołach około 90 kobiet, dzieci i starców. Obłożnie chorych ze szpitala w Malinie Czeskim zawleczono do stodoły Bedřicha Činki i także spalono. 
Według raportu komisji Procházki w trakcie pacyfikacji zabijano kobiety z dziećmi błagające na kolanach o darowanie życia; dzieci nabijano na bagnety i wrzucano do ognia. Do pomieszczeń, w których ukrywali się ludzie, wrzucano granaty, strzelano do uciekających z płomieni. Krzyk palonych ofiar niósł się do odległej o 1 km polskiej kolonii Zamczysko.
Według raportu komisji Procházki ofiarą pacyfikacji padły 532 osoby – 374 Czechów, 132 Ukraińców i 26 Polaków. Według materiałów sowieckiej Nadzwyczajnej Komisji Państwowej do Badania Zbrodni Niemiecko-Faszystowskich Najeźdźców w Malinie zginęły 603 osoby, w tym 194 mężczyzn, 204 kobiety i 205 dzieci. Z masakry w Czeskim Malinie uratowały się 3 osoby, którym udało wydostać się z płonących budynków oraz 38-41 chłopców i mężczyzn, których Niemcy oszczędzili i wysłali do Ołyki i Pjanego ze zrabowanym dobytkiem. Przeżyła także Olga Trichleb z kilkoma pacjentami, schowana w piwnicy szpitala oraz Ludmiła Činková, która uciekła z grupy zawróconej do czeskiej części Malina i ukryła się w ogrodzie. Po dokonaniu rabunku (442 krów, 130 koni, 870 świń i 170 owiec) spalono większość zabudowań kolonii; w sumie zniszczono 68 domów i 223 budynki gospodarskie. 
Szczątki ofiar pochowano w zbiorowej mogile.
Tydzień po masakrze Niemcy oświadczyli na zebraniu wójtów gminy Młynów i ich zastępców, że pacyfikacja Czeskiego Malina była „pomyłką”, gdyż rozkaz dotyczył tylko Malina Ruskiego. Siemaszkowie oraz Grzegorz Motyka są zgodni, że pierwotnym celem ekspedycji karnej był Malin Ruski i jego ukraińscy mieszkańcy. Nie jest jednak jasne, dlaczego w trakcie pacyfikacji oprawcy przenieśli się do Malina Czeskiego. Siemaszkowie przypuszczają, że uczestniczący w zbrodni ukraińscy policjanci, nie chcąc zabijać swoich rodaków, skierowali pacyfikację do Malina Czeskiego. Z kolei Motyka wysuwa hipotezę, że o objęciu akcją Malina Czeskiego zdecydowali Niemcy, zorientowawszy się na miejscu o zamożności Czechów.

## Sprawcy
Bezspornym jest, że zbrodnią kierowali Niemcy i oni stanowili trzon ekspedycji karnej (oddział SS). Fakt zbrodni badała z rozkazu gen. Ludvíka Svobody czechosłowacka komisja pod przewodnictwem Jaroslava Procházki. W raporcie sporządzonym 3 kwietnia 1944 komisja ustaliła odpowiedzialność Niemców za zbrodnię, bez wnikania w skład narodowościowy ekspedycji karnej. Komisja Procházki wskazała, że wśród przeprowadzających pacyfikację byli Niemcy: kreislandwirtleutnant Friedrich Vogl, Martin Levandovský oraz policjant o nazwisku Málek. 
Kontrowersje dotyczą składu narodowościowego kolaboracyjnej policji pomocniczej uczestniczącej w masakrze. Według McBride'a większość źródeł ukraińskich oskarża o udział w zbrodni Polaków, a większość źródeł polskich – Ukraińców. Siemaszkowie podają, że Niemców wspierała policja ukraińska oraz mała jednostka tzw. własowców. Z grona sprawców wykluczają polskich policjantów, opierając się m.in. na oświadczeniu przedstawiciela wołyńskich Czechów Jarosława Meca. Z kolei autorzy ukraińscy, opierając się wyłącznie na źródłach ukraińskich, o pomoc w zbrodni oskarżają tylko Polaków (względnie także Uzbeków).
Grzegorz Motyka uwzględniając relacje ukraińskie wyraził przypuszczenie, że polski oddział biorący udział w pacyfikacji Malina mógł być mały i mógł działać jedynie w Malinie Ruskim, w związku z czym Czesi mogli nie zauważyć jego obecności na miejscu zbrodni. Zarówno Motyka, jak Siemaszkowie uznali, że ostateczne rozstrzygnięcie, czy Polacy brali udział w zbrodni w Malinie, zależy od dotarcia do dokumentów niemieckich.
McBride proponuje inne wyjaśnienie zaistniałych kontrowersji. Zauważa on, że w świadectwach złożonych przed komisją Procházki czescy świadkowie podawali informacje o narodowości kolaborantów uczestniczących w zbrodni, ale nie zostały one ujęte w raporcie komisji. Josef Martinovský, który był w grupie osób wysłanych ze zrabowanym mieniem do Ołyki, zeznawał: 

Było kilku żołnierzy, którzy mówili dobrze po polsku. Jeden mówił po czesku, ale był w czarnym mundurze ukraińskiego policjanta. Niektórzy z nich mówili także po rosyjsku. Inni byli Polakami w cywilnych ubraniach, ale z bronią... Niektórzy Polacy z niemieckiej policji ochronnej (Schutzpolizei) z Ołyki również brali udział w niszczeniu domów i rabowaniu mienia.

Václav Kinšt zeznał, że wśród sprawców „prawdopodobnie” był Polak ze wsi Bożkiewicze o nazwisku Paczkowski. Jan Činka rozpoznał wśród sprawców Rosjan („białogwardzistów”) i Polaków z Narutówki. Antonín Žrout zapamiętał także Ukraińców w czarnych mundurach Schutzmannschaft. Martinovský w wydanej rok później swojej Kronice Českého Malina napisał, że współsprawcami zbrodni byli „odszczepieńcy obu narodów – Ukrainy i Polski”. 
Zdaniem McBride'a w zbrodni brali udział najprawdopodobniej zarówno polscy, jak i ukraińscy policjanci, a oddział kolaboracyjnej policji działający w Malinie mógł mieć wręcz wielonarodowy skład. Sprzeczność pomiędzy „polską wersją” a „ukraińską wersją” tragedii Malina tłumaczy tendencją do wypierania z pamięci faktów zbrodni popełnianych przez osoby własnej narodowości. Jednakże, podobnie jak Motyka i Siemaszkowie, McBride uważa, że ostateczne ustalenie, który oddział niemiecki przeprowadził zbrodnię i z czyją pomocą, zależy od dotarcia do dokumentów niemieckich.

## Pamięć o zbrodni w Malinie

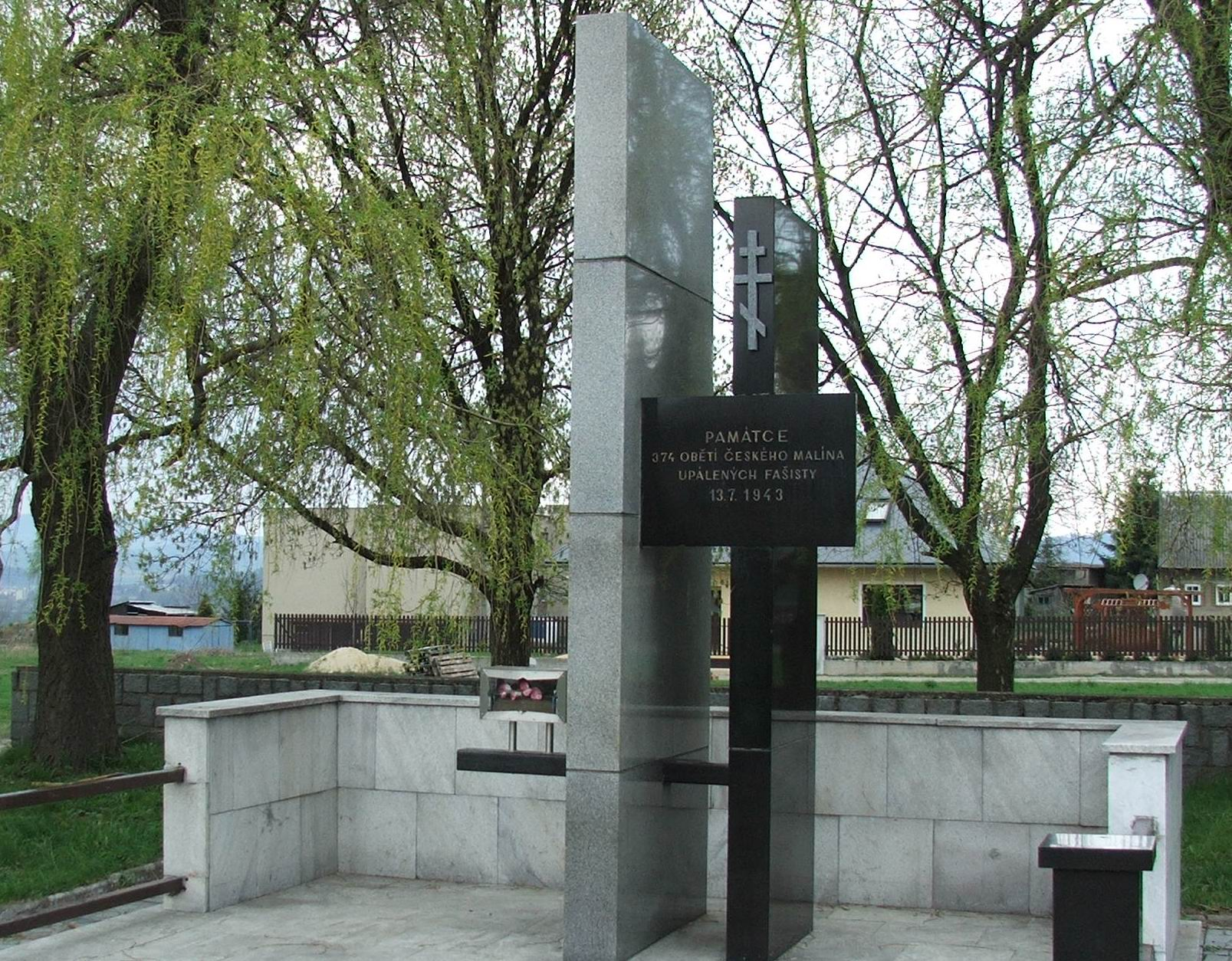
Nowy Malin, pomnik pomordowanych

Po wojnie 33 tys. wołyńskich Czechów zostało przymusowo przesiedlonych do Czechosłowacji. Repatrianci kultywowali pamięć o Malinie, zwanym często „wołyńskimi Lidicami” (w 1942 roku doszło tam do podobnego wydarzenia). Historię Malina opisał Josef Martinovský w wydanej w 1945 roku książce Kronika Českého Malína. W 1946 roku odsłonięto pomnik zbrodni w czeskim mieście Žatec. W 1947 roku w hołdzie Malinowi władze czechosłowackie przemianowały miasto Frankštát na Nový Malín. 
W ZSRR tragedia Malina stała się symbolem wspólnego cierpienia „bratnich narodów” wykorzystywanym przez sowiecką propagandę. W 1972 roku na miejscu zbrodni władze postawiły pomnik. 
Współcześnie (2013) w Malinie znajduje się kilka pomników. Na dawnym cmentarzu czeskim stoi pomnik z czarnego marmuru, którego tablica wymienia nazwiska jedynie czeskich ofiar. Na miejscu, gdzie stała spalona cerkiew i gdzie znajduje się zbiorowy grób ofiar, stoi stalowa rzeźba w kształcie płomienia z datą zbrodni, a naprzeciwko niej krzyż z tablicą wymieniającą ukraińskich nacjonalistów i ukraińskie ofiary masakry. W centrum Malina stoi także sowiecki pomnik wielkiej wojny ojczyźnianej.

### Wykorzystanie zbrodni przez propagandę
Po raz pierwszy fakt zbrodni został wspomniany w ulotkach UPA we wrześniu 1943 roku. W 1945 roku UPA ponownie odwołała się do zbrodni w Malinie w swoich ulotkach, oskarżając o jej sprawstwo „polskich imperialistów” i Niemców. Według dokumentu, zabitych miało zostać 850 Ukraińców; ofiary czeskie nie zostały wspomniane.
W 1959 roku władze sowieckie wykonały w Malinie i okolicach 12 wykopów, w których, jak twierdzono, odnaleziono szczątki ponad 200 ludzi. Wydobytym szczątkom władze urządziły demonstracyjny pogrzeb z udziałem okolicznej ludności, a o zbrodnię oskarżyły „ukraińskich burżuazyjnych nacjonalistów”. Bezpodstawne oskarżenie OUN o zbrodnię w Malinie znalazło się w sowieckim pamflecie Judas’s Breed rozpowszechnianym na Zachodzie w latach 70. W wydanym w 1986 roku anglojęzycznym zbiorze dokumentów History Teaches a Lesson sowiecki wydawca dopuścił się fałszerstwa, korygując treść dokumentu (listu biskupa Platona) w ten sposób, by wskazywał on na „ukraińskich nacjonalistów” jako sprawców zbrodni w Malinie.
W reakcji na wspólne obchody 60. rocznicy rzezi wołyńskiej przez Aleksandra Kwaśniewskiego i Leonida Kuczmę w 2003 roku ukraińskie organizacje nacjonalistyczne rozprowadzały ulotkę, w której o sprawstwo zbrodni w Malinie oskarżono 102. i 107. bataliony Schutzmannschaft, złożone z Polaków.